# 설뫼탐진안씨분재기
설뫼탐진안씨분재기(入山耽津安氏分財記)는 부산대학교도서관에 있는, 조선시대의 재산의 상속과 분배를 알 수 있는 자료이다. 2016년 11월 23일 부산광역시의 유형문화재로 지정되었다.

## 지정 사유
이 분재기는 영남의 대표적 향반으로 의령 설뫼에서 17대에 걸쳐 450여년간 세거한 탐진 안씨의 초기 정착 과정에서의 분재 사항을 알 수 있는 자료이며, 1650년경의 분재기는 임진왜란 후에도 자녀균분의 상속을 알려주는 사료이고, 1681년의 분재기는 제사상속이 장자에게 고착되는 과정을 밝혀주며 첩의 자손의 상속분을 알 수 있으며, 1784년의 분재기는 장자 몫으로 대종사위조(大宗祀位條)라는 봉사조(奉祀條) 재산이 별도로 책정되어 장자 상속분으로 고정되어 장자 우대 상속을 알려주는 시대성을 반영하고 있다. 조선시대 재산의 상속과 분배를 알 수 있는 귀중한 자료이다.